# Lars Werin
Lars Henrik Vitalis Werin, född 19 februari 1928, är en svensk nationalekonom. 
Werin  gjorde tillsammans med Bengt Höglund en input-output-undersökning för Sverige, redovisad 1964 i boken The Production System of the Swedish Economy: An Input-Output Study. Han disputerade 1965 med avhandlingen A Study of Production, Trade and Allocation of Resources, baserad på aktivitetsanalys efter mönster av Koopmans. Han blev 1969 professor i nationalekonomi vid Stockholms universitet och är nu professor emeritus.
Werin publicerade 2003 boken Economic Behavior and Legal Institutions, innehållande en analys, i  
Ronald Coase, GuidoCalabresis och Richard Posners anda, av det grundläggande rättssystemets ekonomiska effektivitetsegenskaper.  Läroboken Ekonomi och rättssystem (1982), avsedd för juristutbildningen, innehåller delvis liknande material. 
Werin är ledamot av Kungliga Vetenskapsakademien sedan 1974. Han var 1980–1991 och 1995 ledamot i Kommittén för Sveriges Riksbanks pris i ekonomisk vetenskap till Alfred Nobels minne, varav 1995 som kommitténs ordförande. Han har bl.a. varit ledamot eller expert i statliga utredningar och redaktör för tidskriften Scandinavian Journal of Economics. Efter sin pensionering var han under fyra år periodvis Visiting Professor vid University of Hong Kong. 
- Lars Werin på Kungliga Vetenskapsakademiens webbplats